# Malacoscylus cirratus
Malacoscylus cirratus är en skalbaggsart som först beskrevs av Ernst Friedrich Germar 1824.  Malacoscylus cirratus ingår i släktet Malacoscylus och familjen långhorningar.
Artens utbredningsområde är Paraguay. Inga underarter finns listade i Catalogue of Life.